# Спасо-Преображенская церковь (Лимбажи)
Спасо-Преображенская церковь (латыш. Limbažu Kristus Apskaidrošanas pareizticīgo baznīca) — православный храм Рижской епархии Латвийской православной церкви, расположенный в городе Лимбажи, в центральной части Видземе в Латвии.

## История
В 1822 году в городе Лимбажи (ранее Лемзаль) был учреждён православный приход (является старейшим в Видземском крае). В 1828 году на средства казны и частные пожертвования начались работы по возведению небольшого каменного храма прямоугольной формы с двухскатной кровлей. Над входом и над алтарём были расположены две небольшие одинаковые деревянные башенки. При церкви также был выстроен причтовый дом. 30 мая 1830 года, по благословению архиепископа Псковского, Лифляндского и Курляндского Мефодия (Пишнячевского), церковь была освящена в честь святого благоверного князя Александра Невского.
В первой половине XIX века церковь в Лемзале была единственным православным храмом в центральной части Видземе. В 1845 году, в период массового присоединения латышей к православию, в этом приходе за один год приняли православную веру 1054 человека. Причт храма включал двух священников, диакона и двух псаломщиков.
В 1901 году, по благословению архиепископа Рижского и Митавского Агафангела (Преображенского), в Лемзале был заложен новый просторный каменный храм. Проект был разработан архитектором В. И. Лунским. Строительство финансировали из государственных средств. Освящение церкви состоялось 26 октября 1903 года. Её вновь освятили в благоверного князя Александра Невского. При храме действовала церковно-приходская школа и существовало приходское попечительство. На православном кладбище в Лемзале, принадлежавшем приходу, в 1895 году была построена большая часовня.
В 1937 году церковь была переосвящена в честь Преображения Господня. Она продолжала действовать и в советские годы, а в 1983 году отремонтирована. 2 тысячи рублей на ремонт церкви пожертвовал тогда из своих личных средств митрополит Рижский и Латвийский Леонид (Поляков).
С 2004 по 2007 год, в период настоятельства архимандрита Иоанна (Сичевского), в храме были совершены значительные ремонтно-реставрационные работы: устроена новая отопительная система, заменена кровля, купола покрыты медью, на церковных главах установлены новые кресты. В 2007 году для церкви были приобретены шесть новых колоколов, в освящении которых участвовал гость прихода — протоиерей Сергий Гарклавс. После ремонта приходского дома в нём был устроен музей памяти архиепископа Иоанна (Гарклавса). Богослужения в приходе совершаются на церковнославянском и латышском языках.
В 2007 году была восстановлена часовня на Лимбажском православном кладбище.
Среди святынь прихода, наряду с иконами Пресвятой Богородицы Тихвинской, святителя Николая и святого князя Александра Невского, особо почитается икона святого великомученика и целителя Пантелеимона, присланная со Святой горы Афон, из русского Пантелеимонова монастыря.